# 2011年10月日本

## 10月19日
鑑於自行車意外增加，警視廳嚴格執行自行車在禁止人行道上使用。 每日新聞